# 恋のKOパンチ
『恋のKOパンチ』（こいのケーオーパンチ、原題：Kid Galahad）は、1962年のアメリカ合衆国のミュージカル映画。1937年の映画『倒れるまで』をエルヴィス・プレスリー主演でリメイクした作品である。

## キャスト
| 役名                 | 俳優                   | 日本語吹替                      |
| 役名                 | 俳優                   | NET版                           |
| -------------------- | ---------------------- | ------------------------------- |
| ウォルター・グリック | エルヴィス・プレスリー | 広川太一郎                      |
| ウィリー・グローガン | ギグ・ヤング           | 羽佐間道夫                      |
| ドリー・フレッチャー | ローラ・オルブライト   | 北浜晴子                        |
| ローズ・グローガン   | ジョーン・ブラックマン | 鈴木弘子                        |
| ルー・ナイアック     | チャールズ・ブロンソン | 大塚周夫                        |
| オットー・ダンジグ   | デヴィッド・ルイス     | 溝井哲夫                        |
| メイナード           | ロバート・エムハート   |                                 |
| 不明 その他          | N/A                    | 藤本譲 上田敏也 加藤正之 徳丸完 |
| 日本語スタッフ       |                        |                                 |
| 演出                 |                        |                                 |
| 翻訳                 |                        |                                 |
| 効果                 |                        |                                 |
| 調整                 |                        |                                 |
| 制作                 | 制作                   | 東北新社                        |
| 解説                 | 解説                   | 増田貴光                        |
| 初回放送             | 初回放送               | 1972年12月30日 『土曜映画劇場』 |